# Ekeberga, Lunds kommun
Ekeberga är en bebyggelse, belägen utefter länsväg M 958, 3 kilometer nordväst om tätorten Södra Sandby i Södra Sandby socken i Lunds kommun. Från 2015 avgränsar SCB här en småort.